# Jungfernberg (Dießen am Ammersee)

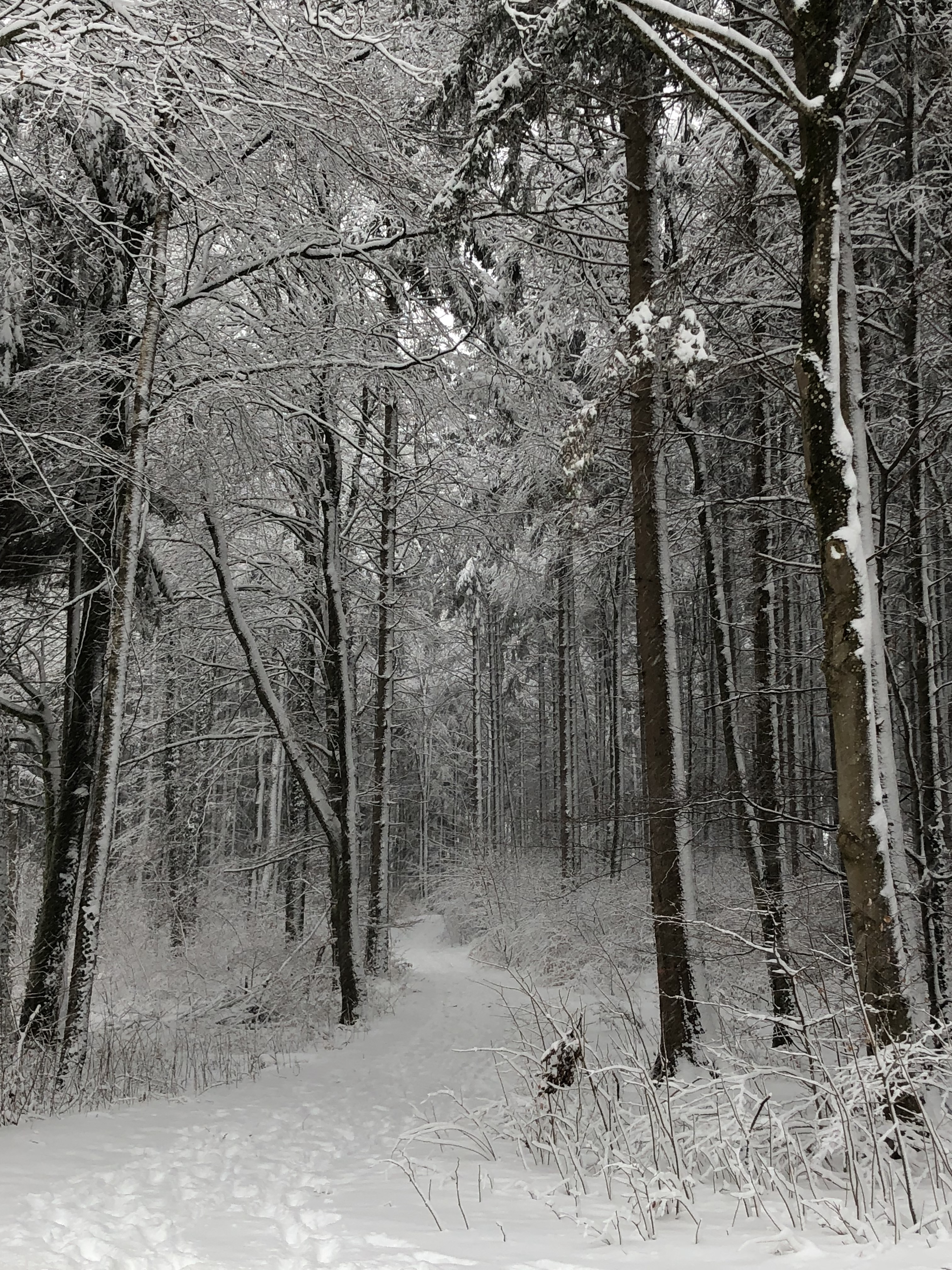
Weg zum Gipfel

Der Jungfernberg ist ein 694 m hoher Moränenhügel der Würmeiszeit auf dem Gebiet des Marktes Dießen am Ammersee im oberbayerischen Landkreis Landsberg am Lech.

## Lage und Umgebung
Der Jungfernberg liegt etwa einen Kilometer westlich des Ortsteils Wengen des Marktes Dießen am Ammersee.
Am Osthang des Berges liegt der Weiler Bischofsried, südwestlich erstreckt sich der Forst Bayerdießen.

## Geschichte
Im Jahre 1682 wird die Erhebung erstmals als Jungfrauenberg bezeichnet, vermutlich hatte das Canonissenstift St. Stephan dort Besitz.

## Quellgebiet
Am Osthang des Jungfernbergs wird bei Bischofsried Wasser gefördert. Die Quellschüttung beträgt zwischen 120 und 135 l/s, die Förderleistung 59 l/s bis 1.000.000 m³/Jahr.
Mit dem Wasser werden zwei Hochbehälter mit 2000 Kubikmetern in Dießen und 800 Kubikmeterm in Pitzeshofen gefüllt. Die Quelle versorgt den Ort Dießen am Ammersee.
Am Nordhang des Jungfernbergs entspringt außerdem der Beurerbach.